# Ryōtarō Abe
Ryōtarō Abe (阿部 亮太郎, Abe Ryōtarō), né en 1962 dans la préfecture de Tokyo, est un compositeur et professeur japonais.
Il effectue ses études à l'Université des arts de Tokyo où il se spécialise en composition et dont il est diplômé en 1989. Il est membre du corps professoral de l'école de musique de l'Université de l'éducation située à Jōetsu à Jōetsu dans la préfecture de Niigata où il enseigne la composition et l'analyse musicale.

## Compositions

### Œuvres pour orchestre
- Texture of Paradox pour orchestre

### Œuvres pour orchestre d'harmonie
- 1981- 1982 « Nami Dokei » pour ensemble
- 1983 Sunadokei, pour orchestre d'harmonie
- 1985 A pending sea, orchestre d'harmonie
- 1987 Hamekomi Kokyou, orchestre d'harmonie
- 1994 Thanatopsis - Tomurai to Shiteno Jyokyo, orchestre d'harmonie
- 2001 Five Conchs, orchestre d'harmonie
- 2007 Fireworks in 120cm Diameter Shell (Extreme Display of Crazy Japanese Firework), orchestre d'harmonie
- 2007 Glas et Choral, orchestre d'harmonie
- Shakugyoku Chouheida, orchestre d'harmonie
- Three fanfares, orchestre d'harmonie

### Musique de chambre
- 1988 A mother's lullaby and father's four annotations pour violon, flûte, clarinette, harpe, piano et percussion en double
- 2001 Five Conchs
- 2002 Reduced Drawings of Respiration pour flûte et clarinette
- 2007 The Restless Waves - Cloudy Sky in Early Spring, pour ensemble de clarinettes
- 2008 Listening to Early Summer Rain - Awkward Writing, pour ensemble de clarinettes
- 2008 From the Roof of Heaven, pour flûte et piano

### Œuvres pour piano
- 1993 Texture of Absence I pour piano
- 1993 Kiri no Nai Futatsu no Senritsu pour piano
- 1994 Hikari no Tamago o Migomoru-tame ni pour piano
- Regard sur Regard pour piano

### Œuvres pour percussion
- 2004 Le Vin de la Fin pour vibraphone
- 2007 Voix et Vent, pour marimba

### Publications
- Ryōtarō Abe: À propos de la théorie d'Akira Miyoshi
- Ryōtarō Abe: A principle of progression in Japanese contemporary music including « stationary state ». Bulletin of Joetsu University of Education.  1993.